# Сексуална главобоља
Сексуална главобоља је један од облика бола који се јавља током или непосредно пред оргазам, током вагиналног сексуалног односа, оралног секса или мастурбације. Тегобе могу почети на два начина; као преоргазмична главобоља коју карактерише напетост у мишићима врата, праћена притиском и тупим болом у чеоном пределу, која се интензивира са порастом нивоа сексуалног узбуђења, или као оргазмична главобоља — изненадни јак бол у глави који се јавља непосредно пре или током оргазма.
Узрок ове главобоље још увек није сасвим познат. Претпоставља се да је последица мишићне напетости и наглог скока притиска, али пошто траје и после оргазма када се крвни притисак и тонус мишића нормализује, вероватно на њену појаву утичу и неки други етиолошки фактори.
Ова врста главобоље (иако је чест женски изговор за избегавање секса), чешћа је код особа мушког пола, пре свега оних који пате од мигрене. Доста ретко ову весту главобоље могу изазвати и церебрална крварење или мождани удар, као последица физичког напора и психичког узбуђења у току секса.
Напади се јављају у неким случајевима, епизодично, трају најчешће кратко, неколико минута, или неколиоко дана до неколико месеци. Обично престају спонтано. 
Сексуалне главобоље нису штетне, али их не треба потценити, јер могу бити симптом већег здравственог проблема, нарочито код особа које имају било какве главобоље током већих физичких напора.

## Називи
Примарна главобоља удружена са сексуалном активношћу - Бенигна сексуална главобоља - бенигна васкуларна сексуална главобоља Коитална цефалалгија - Коитална главобоља - Главобоља полног односа - Оргазмичка цефалалгија - Оргазмичка главобоља : Сексуална главобоља.

## Епидемиологија
Сексуална главобоља може се подједнако јавити код особа оба пола различите животне доби, током сексуалног односа, са учесталошћу од најмаље 1% свих особа једном или два пута у животу. Очигледно је да су мушкарци три пута више подложни него жене, што је прилично изненађујуће јер жене углавном имају већу вероватноћу да пате од главобоље него мушкарци.
- Мушкарци су више склони сексуалним главобољама у односу на жене, са мушко—женским односом 1:3. Овај податак је прилично изненађујући јер жене углавном имају већу вероватноћу да пате од главобоље него мушкарци.
- Особе које у анамнези имају историју мигрене, у већем су ризику од сексуалних главобоља.[5]
- Овим главобољама су склоније жене након 40 година живота, оне са мигренама, као и жене након 6 недеља од порођаја.

## Етиопатогенеза
Свака врста сексуалне активности која доводи до оргазма може изазвати сексуалну главобољу, која се најчешће манифестује у један од три облика, као:
- Туп бол у глави и врату који се постепено интензивира током повећање сексуалног узбуђења.
- Нагла, озбиљна главобоља која се јавља непосредно пре или у тренутку оргазма.
- Оба типа главобоље, или комбинована сексуална главобоља.

### Облици
Постоје три врсте сексуалних главобоља: 
- Преоргазмична — са ниским интензитетом главобоље која се јавља на почетку сексуалног чина или предигре, и карактерише је кратко трајање.
- Оргазмична — са изненадном, јаком главобољом током оргазма.
- Посторгазмична — као главобоља након секса која може трајати неколико дана касније.

### Предиспозиција
Као предиспонирајући фактори за појаву сексуалне главобоље наводе се:
- Напетост мишића у глави, врату, ногама, рукама, која припрема организам за оргазам.
- Изненадни скок притиска који се јавља пре и током оргазма, нарочито код бржег секса.
- Употреба контрацептивних пилула.
- Пушење марихуане.
- Малокрвност.
- Пад шећера у крви.
- Инфекција синуса.
- Глауком ока.

### Прогноза
Најчешће сексуална главобоља траје кратко, само неколико минута. Друге се могу задржати сатима или чак два до три дана, па и више месеци.
Већина особе која пати од сексуалне главобоље исте доживљава у нападима током неколико месеци, мада се може јавити и период од годину дана или више без сексуалне главобоље. 
Иако најчешће оба пола сексуалне главобоље доживљавају у трајању до око шест месеци, већина особа ће имати само један или два напада главобоље током целог живота.

## Клиничка слика
У клиничкој слици доминирају два облика сексуалних главобоља:
- Први облик главобоље — у исто време најчешћи - настаје изненада током доживљавања оргазма или неколико секунди после њега. Бол је веома јак, а пацијенти га описују као болно пробадање у глави.
- Други облик главобоље — у виду бола који се јавља као постепени (нежан) бол, који захвата обе стране главе и јача паралелно са порастом еротичног сексуалног узбуђења.

Већина главобоља траје веома кратко, али код неких пацијената и неколико сати. Међутим, ако се осим главобоље јави општа слабост, губитак свести или губитак вида ово стање може изгледати као озбиљнија болест, код које је неопходно хитно јављање лекару.

## Дијагноза
Дијагностички критеријуми за примарну главобољу удружену са сексуалном активношћу према Међународној класификацији главобоље - 3. издање (бета верзија), су:
А. Било који критеријум од наведеног:
- Једна епизода главобоље која испуњавају критеријуме Б-Д
- Најмање две епизоде бола у глави и/или врату који испуњавају критеријуме Б-Д

Б. Провоцирана је и јавља се само током сексуалне активности 
Ц. Било који или оба наведена критеријума: 
- Интензитет се појачава са порастом сексуалног узбуђења
- Изненадни експлозивни интензитет непосредно пре или током оргазма

Д. Трајање од 1 минуте до 24 сата уколико је јаког интензитета и/или до 72 сата ако је благог интензитета 
E. Не испуњава критеријуме МКГ-3 за било коју другу главобољу
Ф. Не може се боље објаснити ниједном другом дијагнозом из МКГ-3.

## Диференцијална дијагноза
Сексуалне главобоље повезане са губитком свести, повраћањем, крутим вратом, другим неуролошким симптомима и интензивним болом који траје више од 24 сата, највероватније су узроковане неком од следећих болести:
- Проширење или анеуризма у зиду артерије унутар главе (интракранијална анеуризма)
- Абнормална веза између артерија и вена у мозгу (артериовенска малформација) која крвари у простор испуњеном спиналном течношћу, у и око мозга.
- Крварење у зид артерије која води до мозга (дисекција)
- Мождани или срчани удар
- Коронарна артеријска болест
- Употреба неких лекова, као што су пилуле за контролу рађања
- Упале изазвана неким инфекцијама.

## Терапија
Лечење оболелих од сексуалне главобоље доводи их у посебан ризик да повећају употребу аналгетика. Неопходно је проценити утицај главобоље на различите аспекте сексуалног живота болесника одговарајућим тестовима за процену онеспособљености, а затим те исте инструменте применити на контролним прегледима за процену ефикасности терапије.
Многи болесници прилагођавају свакодневне сексуалне активности тако да избегну нападе главобоље, те тако епизодични поремећај има континуирани утицај на способности болесника. Како сексуалне главобоље утичу на породичну средину болесника, пре увођења терапије потребно је да се дефинишу реална очекивања.
Важно је објаснити болеснику да се примарне сексуалне главобоље не могу излечити, али могу да се доста добро контролишу смањењем учесталости напада и интензитета бола.